# Szymon Cyfert
Szymon Jan Cyfert (ur. 1972) – polski uczony, profesor nauk ekonomicznych, nauczyciel akademicki Uniwersytetu Ekonomicznego w Poznaniu, specjalności naukowe: zarządzanie przedsiębiorstwem, zarządzanie strategiczne.

## Życiorys
W 2001 na podstawie rozprawy pt. Skuteczność zarządzania programem Narodowych Funduszy Inwestycyjnych w aspekcie celów jego uczestników uzyskał na Wydziale Zarządzania Akademii Ekonomicznej w Poznaniu stopień naukowy doktora nauk ekonomicznych dyscyplina: nauki o zarządzaniu specjalność: zarządzanie przedsiębiorstwem. Tam też na podstawie dorobku naukowego oraz monografii pt. Strategiczne doskonalenie architektury procesów w zarządzaniu przedsiębiorstwem otrzymał w 2007 stopień doktora habilitowanego nauk ekonomicznych dyscyplina: nauki o zarządzaniu specjalności: zarządzanie przedsiębiorstwem, zarządzanie procesami, zarządzanie strategiczne. W 2013 nadano mu tytuł profesora nauk ekonomicznych.
Został profesorem zwyczajnym w Wydziale Zarządzania Uniwersytetu Ekonomicznego w Poznaniu w Katedrze Teorii Organizacji i Zarządzania oraz kierownikiem tej katedry.
Wszedł w skład Komitetu Nauk Organizacji i Zarządzania PAN oraz Centralnej Komisji do Spraw Stopni i Tytułów
W 2019 został członkiem Rady Doskonałości Naukowej I kadencji.